# Sarajevska filharmonija
Sarajevska filharmonija (Philharmonie Sarajevo), das philharmonische Orchester Sarajevos, ist das Hauptorchester von Bosnien-Herzegowina. Es ist am Nationaltheater Sarajevo beheimatet.
Das erste Konzert fand am 24. Oktober 1923 statt. Auf dem Programm standen Lisinskis Ouvertüre aus der Oper Porin, Mendelssohns Klavierkonzert Nr. 1 und Beethovens 2. Symphonie. Die Dirigenten waren J. Rožđalovski und A. Lukinić.
Das Orchester feierte 2023 sein 100-jähriges Bestehen, Gastdirigent war dabei Riccardo Muti.
Die Gründung geht bereits auf Ensembles zurück, die während der österreichisch-ungarischen Herrschaft gegründet wurden. Das Orchester ist in Bosnien und Herzegowina eine der Säulen der Musikkultur und eine Musikinstitution von grundlegender Bedeutung für Sarajevo und die bosnische Region. Seine Auftritte wurden trotz existenzieller Herausforderungen bis in die jüngere Zeit fortgesetzt. Während des Bosnienkrieges wurden 48 Konzerte der Philharmonie Sarajevo abgehalten.
Der türkische Sufi-Sänger Sami Özer beispielsweise trat wiederholt mit dem Orchester auf.